# ロッテ・ジャイアンツ
ロッテ・ジャイアンツ（朝: 롯데 자이언츠、英: Lotte Giants）は、KBOリーグに所属する大韓民国のプロ野球チームである。ホームタウンは釜山広域市で、本拠地は同市内の社稷（サジク）野球場。KBOリーグ創設メンバー6球団の一つ。

## 概要
日本や韓国の有力な企業グループ・ロッテグループの傘下。ロッテグループはNPBでもプロ野球チームを持つ（千葉ロッテマリーンズ）。2021年シーズン終了時点で、サムスン・ライオンズとともに1982年の韓国野球委員会発足時から名称変更を行っていないチームである。
韓国野球委員会発足当時から存続する5球団（サムスン・起亜・斗山・LG・ロッテ）の中では唯一レギュラーシーズン1位の経験がなく、また年間勝率の1位の経験がない。現在に至るまでにリーグ優勝の回数は2回にとどまっている。2度の優勝の内、1度目の1984年は前後期通算では4位に相当する成績でありながら後期優勝チームとして韓国シリーズで前期優勝のサムスン・ライオンズに勝利した。2度目の1992年はレギュラーシーズン3位で準プレーオフ、プレーオフを勝ち抜いて韓国シリーズでレギュラーシーズン1位のビングレ・イーグルスに勝利した。そのような成績ながらKBOリーグの中で人気・知名度共に突出しており、韓国全域にファンを抱え、チームの順位がKBOリーグ全体の観客動員数を左右するほどの人気球団でもある。
本拠地は球団創設時から釜山広域市（当時の釜山直轄市）に置かれ、1985年までは西区にある九徳野球場を使用していたが、1986年からは東萊区の社稷野球場を使用している。2010年までは釜山広域市の近隣である慶尚南道昌原市の馬山総合運動場野球場を準本拠地として、年間何試合か主催試合を行っていたが同球場を本拠地とするNCダイノスの創設により行わなくなった。2014年より同じく近隣の蔚山広域市南区に開場した蔚山文殊野球場を準本拠地とし、時折主催試合を開催している。二軍は2007年より慶尚南道金海市の上東野球場を使用している。球団事務所は社稷野球場内に所在している。

## 歴史

### 1980年代
ロッテグループのオーナーで、在日韓国人一世でもある重光武雄（本名・辛格浩（シン・キョクホ））が日本で1969年に東京オリオンズの経営に参加し、球団名を「ロッテ・オリオンズ」と改称、1971年に経営権を全面獲得した。その後、「将来は母国・韓国でもプロ野球が発足する」と見込んで、1975年、韓国のロッテ製菓の傘下で社会人野球チームを作った。そして、日本の球団にはつけられなかった憧れの「ジャイアンツ」の愛称を、この社会人チームにつけて、当時の韓国アマチュア球界で最強の戦力を構築、「ロッテ・ジャイアンツ」の名はプロ野球開始以前でも韓国では確実に認識された。
1982年韓国プロ野球の発足時、ロッテグループも参入を表明した。チーム名はアマチュア時代の「ロッテ・ジャイアンツ」の名をそのまま維持して、重光オーナーの故郷である釜山・慶尚南道地域をフランチャイズ保護地域、釜山を本拠地とするプロチームに作り替える形で参加した。
しかし、アマチュア時代にかき集めた好選手たちはプロリーグ発足時に定められた地元高校出身の選手に対する保有権の原則によって手放さざるを得なくなり、釜山・慶尚南道地域の出身選手だけでチームが構成された。さらに追い討ちを掛けるように、釜山出身の豪腕エース崔東原（チェ・ドンウォン）の入団が、1982年秋にソウルで開かれた世界野球選手権大会参加のため1年間見送られ、プロリーグ発足前からチームの戦力は弱体化していた。結局1982年はシーズン5位で終了。翌年の1983年は崔東原が正式加入したものの、早くも球団史上初最下位を記録した。
1984年の前期までは下位を抜け出せなかったが、後期はエースの崔東原の力投をバックに優勝を達成し韓国シリーズの出場権を獲得。前後期の総合成績では4位だったが、韓国シリーズでは一人で4勝をあげる崔東原の超人的な活躍で、巨大戦力を擁する強豪の三星ライオンズを下して初優勝を飾った。
1985年は6チーム中2位だったが、この年前後期優勝を果たした三星に大差をつけられた。1986年は7チーム中5位とやや低迷したが、1987年と1988年は7チーム中3位と上位には残った。
1980年代はエースの崔東原に対する依存度が高すぎ、多投を強いられた崔のコンディションによってチーム成績が浮沈を繰り返すようになっていった。また当時は恒例行事のように繰り返された年俸闘争にかまけてシーズンオフのトレーニングに身が入らず、崔東原の力量も若くして衰えを見せ始めた。さらに追い討ちを掛けたのが崔の主導によって展開された選手会結成の動きであった。選手会は球団側のプロ野球廃業の脅しに屈して頓挫させられる形で収拾されたものの、ロッテ球団は選手たちに対する報復措置としてエースの崔東原と中心打者の金容哲（キム・ヨンチョル）を放出し、三星から投手の金始眞（キム・シジン）と張孝祚（チャン・ヒョジョ）を受ける大型トレードに乗り出した。しかしこのトレードを拒否した崔東原は半年間を三星からの任意脱退の身分で送り、またトレードに巻き込まれた他の当事者たちも軒並み不振に陥った。
前後期制が廃止され1シーズン制となった1989年は序盤から低迷し、ついに球団史上2度目の最下位で1980年代を終えた。

### 1990年代
1990年、三美スーパースターズの監督を歴任した金振栄（キム・ジニョン）を監督に迎え、スーパールーキーと言われた朴東熙（パク・ドンヒ）の入団で巻き返しを図った。しかし成績は6位に終わり、1年も満たせず金振栄がシーズン途中解任され、都偉彰がシーズン終了まで指揮を執った。
韓国プロ野球が本格的に8球団制となった1991年、1984年の優勝監督である姜秉徹（カン・ビョンチョル）が再び監督に起用した。姜秉徹監督は思い切った世代交替に乗り出し、停滞ムードを刷新。復帰初年度にチームをレギュラーシーズン4位に引き上げ、1984年以来8年ぶりにポストシーズンへ出場し、韓国プロ野球史上初の観客100万人動員の立役者になった。
翌年の1992年は新人の廉鍾錫（ヨム・ジョンソク）の大活躍で順位をレギュラーシーズン3位と前年より順位を上げ、2年連続ポストシーズン出場を果たした。ポストシーズンでは前評判を覆して、強豪のヘテ・タイガースとビングレ・イーグルスを連破。準プレイオフから這い上がって韓国シリーズを制覇する最初のチームになると同時に2度目の優勝を飾った。また2年連続でシーズン観客100万人を超える快挙も達成した。
だが、戦力に合わない優勝は選手たちの慢心を誘い、1992年シーズン終了後、多くの選手が年俸闘争に突入。契約更改に気が向いた分、チームの戦力の低下を招き、もともとレギュラーシーズン3位が妥当だった戦力から滑り落ちたチームは1993年6位に後退した。シーズン終了後、姜秉徹監督を解任した球団は球団OBで1980年代の中心打者であった金用熙（キム・ヨンヒ）監督を招聘したが、1994年シーズンは2年連続6位に終わった。
1995年、チームは立ち直りレギュラーシーズン3位に返り咲いた。シーズン終了まで熾烈な争いを通じて4位のヘテ・タイガースを3.5ゲーム差で突き放し準プレーオフを消滅させ、プレーオフ直行を決めた。プレーオフでは上位チームのLGツインズを4勝2敗で下し、韓国シリーズに進出したが今度は第5戦で先に王手をかけながら第7戦まで行く接戦の末にOBベアーズに敗れ、準優勝に終わった。
1996年は、故障者続出で5位に止まった。金用熙監督は選手の自律性を重視して一切のトレーニングを選手に任せる方針を取っていたが時間が経つにつれ、この放任主義が選手たちの怠惰を招き、ついに1997年シーズンは1989年以来、8年ぶりの最下位に転落した。
1998年も不振が続き、2年連続最下位の屈辱を味わった。しかしマジックリーグ、ドリームリーグの8球団2リーグ制に変更となった1999年は、故障で喘いだ投手陣の復調と外国人選手のフェリックス・ホセの活躍が打線の連鎖反応を起こし、シーズン序盤から飛び出した。夏場までドリームリーグの1位の座を守っていたがシーズン終盤、猛追を見せた斗山ベアーズにリーグ首位の座を明け渡し、2位でシーズンを終了した。だが、プレーオフで1勝3敗の劣勢を覆して三星ライオンズを下す大逆転劇を演出、4年ぶり韓国シリーズ出場を決めた。シーズン終盤の順位争いに白熱したプレーオフで疲れきったチームは韓国シリーズでハンファに1勝4敗で敗れ、またも準優勝に終わった。この年はレギュラーシーズンで2位とチーム史上最高の成績を記録した。

### 2000年代
2000年は、成績は前年より落ちたものの比較的に弱いチームが集まったマジックリーグに所属が変わったお陰で何とかリーグ2位の座は保つことはできた。マジックリーグ2位の座は守ったが、ドリームリーグ3位の三星ライオンズに年間勝率で劣り、両チームが準プレーオフをする羽目になった。結局、準プレーオフで三星に敗退。これを最後に2008年までポストシーズンに姿を現すことはなく、長い暗黒時代が到来した。
再び1リーグ制に戻った2001年、チームは早くから最下位に低迷していった。チームを2年連続ポストシーズンに導いた金明星（キム・ミョンソン）監督が成績低下からくるストレスによる心筋梗塞でシーズン途中に急逝する事態が起こってしまい、ヘッドコーチの禹龍得（ウ・ヨンドゥク）が監督代行を務めたがチームは最下位を免れなかった。2002年は監督代行の禹龍得を正式監督に昇格させたが、チームの統率が取れず勝率2割台の惨憺な成績でシーズンの半分も消化していない62試合目で禹監督を解任した。日本時代からかねてロッテ球団と縁があった白仁天が監督に迎えたが、精神力を強調する白監督の方針は選手たちの反発を招き、2002年はシーズン100敗寸前の97敗を記録するほど情けない戦いぶりを見せた。翌シーズンも状況は変わらず、91敗で2年連続90敗で3年連続最下位に終わった。
結局、2001年から2004年まで4年間でシーズン途中監督交代4度、代行を含め6人の監督を座らせる迷走で4年連続最下位となった。一時は年間120万人も集まった本拠地釜山のファンにもそっぽを向かれ、1試合あたりの観客動員が2000人台を切るまでに凋落し、観客動員は全盛期の10分の1にまで縮んでいった。
このような事態に直面したチームは、整然な理論家で知られていた球団OBの楊相汶（ヤン・サンムン、양상문）に2004年から指揮を取らせた。2004年も最下位を脱出できなかったが、2005年は最下位を脱出して5位に浮上。チームは夏場までポストシーズン争いをするほど健闘を見せ、チームから離れていったファンも戻り始めた。
ところが、この年の健闘ぶりについ色気を出した球団はその年限りで楊監督との契約を打ち切った。その後、2006年は周辺の厳しい見込みにもかかわらずチームを2度の韓国シリーズ優勝に導いた姜秉徹（カン・ビョンチョル）監督を復帰させて上位進出を図ったが、結果は7位に終わった。
2007年は序盤の善戦で本拠地釜山を始め、全国的な野球人気復活の先導役になったが、中盤以降に失速し前年と同じ7位に低迷した。結局、チーム史上唯一の優勝監督だった姜秉徹監督の3度目の采配は2年で幕を下ろした。
2008年からは大リーグのミルウォーキー・ブルワーズで監督経験のあるジェリー・ロイスター（Jerry Royster）が、韓国プロ野球史上初の外国人の正式監督として新監督に就任し、レギュラーシーズンを3位で終え8年ぶりに悲願のポストシーズンに進出した。準プレーオフ開幕直前では前年よりチーム力が落ちていると言われた公式戦4位の三星より優位の前評判だった。しかし、12年連続でポストシーズン出場の貫禄を誇る三星に力を出せず3連敗で完敗。特に、自信を持っていた先発陣が総崩れした上、得点圏での拙攻が目についた。
2009年は、レギュラーシーズン4位で2年連続ポストシーズン進出に成功し準プレーオフに出場したが、斗山ベアーズに敗れた。

### 2010年代
2010年は2年連続レギュラーシーズン4位で、球団史上初となる3年連続ポストシーズン進出を決めたが、斗山に第1，2戦と連勝したものの、第3戦以降3連敗し3年連続準プレーオフ敗退となった。またこの年限りでロイスター監督も退任し、梁承虎監督が就任した。2011年は8球団1リーグ制となった1991年以降（2リーグ制だった1999-2000年を除く）最高となるレギュラーシーズン2位の成績をおさめ、ポストシーズン連続出場を4年連続に伸ばし、12年ぶりにプレーオフへ進出した。2勝3敗でSKワイバーンズに敗れ、4年連続でポストシーズンの次のステージに進めなかった。同年オフには主砲の李大浩がFA（フリーエージェント）となり、日本プロ野球・オリックスへと移籍していった。
2012年はレギュラーシーズン4位で斗山との準プレーオフを勝ち抜き、ようやくポストシーズンで次のステージに進むことができたが、次のプレーオフでは2年連続でSKワイバーンズに敗れた。プレーオフ敗退から1週間後の10月30日に梁承虎監督が辞任し、翌11月には金始眞が監督に就任した。韓国シリーズに出場できなかったが、本拠地の社稷野球場でシーズン終了後に開催されるアジアシリーズには「地元枠」にて参加。権斗祚首席コーチが監督代行として指揮を執ったが、グループリーグで敗退した。
韓国プロ野球が本格的に9球団制へ拡大した2013年は5位で、2007年以来6年ぶりにポストシーズン進出に失敗した。総観客動員数も約77万人と2012年比で44%も減少してしまった。2014年は7位で金始眞監督も辞任した。2014年10月、李鍾雲監督が就任した。プロ野球が10球団制へ拡大した2015年は8位、低迷から抜け出すことはなかった。同年限りで李鍾雲監督は解任され、2015年10月、趙原佑監督が就任した。2016年は2年連続8位で4年連続ポストシーズン進出に失敗した。2017年はレギュラーシーズン3位で5年ぶりにポストシーズンへ進出したが、準プレーオフでNCダイノスに敗れた。2018年は7位でポストシーズン進出に失敗し、趙原佑監督は更迭され楊相汶が2005年以来13年ぶりに監督に再任された。
2019年シーズンは途中から最下位に低迷し、7月19日には楊相汶監督が辞任し孔聖弼主席コーチが監督代行に就任するも10球団制以降では初、15年ぶりの最下位となった。2019年10月、許文會監督が就任した。

### 2020年代
2020年は7位だった。2021年5月11日、当時最下位に低迷していたため許文會監督が解任され、球団史上2人目となる外国人監督のラリー・サットンが二軍監督から昇格し監督に就任した。しかし2021年、2022年は2年連続8位だった。2023年はシーズン途中の8月28日、ラリー・サットンが監督を辞任、2015年に監督を務めた李鍾雲が監督代行に就任したが7位だった。
2024年より金泰亨が監督に就任し、2年連続7位で、7年連続ポストシーズン進出に失敗した。

## チームの特徴

### 応援歌など
ファンの間では、歌謡曲の「釜山港へ帰れ」と「釜山カルメギ（※カルメギは朝鮮語で「カモメ」の意）」が定着しており、応援でよく歌われている。

### 千葉ロッテマリーンズとの関係
日本の千葉ロッテマリーンズとは、同じ重光オーナーの下にあるため、姉妹球団として社会人球団時代から緊密な関係を持っている。2000年代序盤までは、日本（オリオンズ/マリーンズ）と同じデザインのユニフォームを着用していて、日本側がユニフォームの変更に乗り出すとその2、3年後に韓国もそのユニフォームデザインを受け入れていた。
ロッテオリオンズのユニフォームと類似したオールドユニフォームがある。このデザインは社会人球団時代から始まって、プロとして発足した1982年から1995年にかけて着用したもので「LOTTE」のロゴもオリオンズと同じであった。帽子のマークはロッテの「L」とジャイアンツの「G」の組み合わせだが、これもオリオンズに類似している。2023年時点で、このオールドユニフォームを着用して試合に出場することがあり、ファンたちの間でもよく着用されている。
また、定期的に日本側と選手やスタッフの交流を行っており、ロッテジャイアンツの選手が日本球団側のキャンプや練習に参加することもある。

### 日本プロ野球との関係
古くは社会人球団時代からオリオンズを通じて日本のプロ野球と緊密な関係をもっていた。オリオンズのコーチを歴任した土居章介は社会人球団時代からコーチングスタッフとして貢献して、1990年は監督代行でありながら、韓国プロ野球で史上初めてチームの指揮を執った外国人コーチングスタッフとして記録されている。
日本人指導者の在籍歴もあり、2003年には石井丈裕が投手コーチ、2006年は柳田聖人が作戦コーチ、2012年は勝崎耕世がコンディショニングコーチ、2014年から2015年まで本西厚博が一軍作戦走塁コーチ・二軍打撃コーチとして在籍していたことがあった。

### その他
2016年には日本の漫画『ドラえもん』とのコラボ企画として、ドラえもんの絵が入った限定ユニホームでプレーする試合を設定している。

## 在籍選手

### 首脳陣

#### 一軍
| 背番号 | 名前   | 読み               | 役職               |
| ------ | ------ | ------------------ | ------------------ |
| 88     | 金泰亨 | キム・テヒョン     | 監督               |
| 74     | 趙原佑 | チョ・ウォンウ     | 首席コーチ         |
| 90     | 高永民 | コ・ヨンミン       | 作戦兼走塁コーチ   |
| 72     | 金敏浩 | キム・ミンホ       | ベンチコーチ       |
| 81     | 朱炯光 | チュ・ヒョングァン | 投手コーチ         |
| 84     | 林勲   | イム・フン         | 打撃コーチ         |
| 94     | 李城坤 | イ・ソンゴン       | 打撃コーチ補佐     |
| 89     | 文奎現 | ムン・ギュヒョン   | 守備コーチ         |
| 70     | 柳在信 | ユ・ジェシン       | 外野守備走塁コーチ |
| 80     | 白勇煥 | ペク・ヨンファン   | バッテリーコーチ   |
| 71     | 李宰聿 | イ・ジェユル       | ブルペンコーチ     |
| 86     | 曺世凡 | チョ・セボム       | 投手戦力分析コーチ |
| 93     | 白御鎮 | ベク・オジン       | 打撃戦力分析コーチ |
| 78     | 李丙国 | イ・ビョングク     | トレーニングコーチ |
| なし   | 金兌鉉 | キム・テヒョン     | トレーニングコーチ |
| なし   | 李大勝 | イ・デスン         | トレーニングコーチ |
| なし   | 金會城 | キム・フェソン     | トレーニングコーチ |
| なし   | 嚴正容 | オム・ジョンヨン   | トレーニングコーチ |

#### 二軍
| 背番号 | 名前   | 読み               | 役職               |
| ------ | ------ | ------------------ | ------------------ |
| 99     | 金用熙 | キム・ヨンヒ       | 監督               |
| 97     | 朴正鉉 | パク・チョンヒョン | 作戦コーチ         |
| 76     | 金敏宰 | キム・ミンジェ     | ベンチコーチ       |
| 98     | 金尚珍 | キム・サンジン     | 投手コーチ         |
| 83     | 李柄奎 | イ・ビョンギュ     | 打撃コーチ         |
| 73     | 鄭相昊 | チョン・サンホ     | バッテリーコーチ   |
| 82     | 文東煥 | ムン・ドンファン   | ブルペンコーチ     |
| なし   | 劉承勲 | ユ・スンフン       | トレーニングコーチ |
| なし   | 李咏俊 | イ・ヨンジュン     | トレーニングコーチ |
| なし   | 張宰榮 | チャン・ジェヨン   | トレーニングコーチ |

#### 残留軍
| 背番号 | 名前   | 読み             | 役職                                   |
| ------ | ------ | ---------------- | -------------------------------------- |
| 77     | 金光洙 | キム・グァンス   | 総括兼守備コーチ                       |
| 92     | 金玄旭 | キム・ヒョンウク | 投手コーチ                             |
| 79     | 柳旻相 | ユ・ミンサン     | 打撃コーチ                             |
| 87     | 姜盛友 | カン・ソンウ     | バッテリーコーチ                       |
| 75     | 林炅玩 | イム・ギョンワン | パフォーマンスセンター兼リハビリコーチ |
| なし   | 趙東官 | チョ・ドングァン | トレーニングコーチ                     |
| なし   | 金東煥 | キム・ドンファン | トレーニングコーチ                     |
| なし   | 劉晋赫 | ユ・ジンヒョク   | トレーニングコーチ                     |

### 投手
| 背番号 | 選手名             | 読み                 | 投 | 打 | 備考                                                            |
| ------ | ------------------ | -------------------- | -- | -- | --------------------------------------------------------------- |
| 1      | 韓賢熙             | ハン・ヒョンヒ       | 右 | 右 |                                                                 |
| 12     | 辛秉律             | シン・ビョンリュル   | 右 | 右 | 60から背番号変更                                                |
| 15     | 金晋旭             | キム・ジンウク       | 左 | 左 |                                                                 |
| 17     | 玄到勲             | ヒョン・ドフン       | 右 | 左 |                                                                 |
| 18     | 鄭聖鍾             | チョン・ソンジュン   | 右 | 左 | 育成選手                                                        |
| 19     | 金岡炫             | キム・ガンヒョン     | 右 | 左 |                                                                 |
| 21     | 朴世雄             | パク・セウン         | 右 | 右 |                                                                 |
| 22     | 具昇旻             | ク・スンミン         | 右 | 右 |                                                                 |
| 23     | 沈載敏             | シム・ジェミン       | 左 | 右 | 39から背番号変更                                                |
| 24     | 金相洙             | キム・サンス         | 右 | 右 |                                                                 |
| 25     | 朴是泳             | パク・シヨン         | 右 | 右 | KTから移籍                                                      |
| 26     | ビンス・ベラスケス |                      | 右 | 右 | 新外国人                                                        |
| 31     | 陳該受             | チン・ヘス           | 左 | 左 |                                                                 |
| 32     | アレク・ガンボア   |                      | 左 | 両 | 新外国人                                                        |
| 34     | 金元中             | キム・ウォンジュン   | 右 | 左 |                                                                 |
| 37     | 李旼錫             | イ・ミンソク         | 右 | 右 | 30から背番号変更                                                |
| 38     | 洪敏基             | ホン・ミンギ         | 左 | 左 |                                                                 |
| 40     | 朴晋亨             | パク・チンヒョン     | 右 | 右 |                                                                 |
| 41     | 朴世津             | パク・セジン         | 左 | 左 | KTからトレード移籍                                              |
| 43     | 羅畇雁             | ナ・ギュンアン       | 右 | 右 |                                                                 |
| 44     | 朴辰               | パク・チン           | 右 | 右 |                                                                 |
| 45     | 李秉峻             | イ・ビョンジュン     | 右 | 右 | 育成選手から追加登録 118から背番号変更                          |
| 46     | 鄭㥥寯             | チョン・ウジュン     | 右 | 右 | 12から背番号変更                                                |
| 47     | 李承憲             | イ・スンホン         | 右 | 右 | 育成選手                                                        |
| 49     | 崔利僔             | チェ・イジュン       | 右 | 右 | 育成選手                                                        |
| 55     | 尹聖彬             | ユン・ソンビン       | 右 | 右 | 45から背番号変更                                                |
| 56     | 崔浚鏞             | チェ・ジュンヨン     | 右 | 右 |                                                                 |
| 57     | 鄭現守             | チョン・ヒョンス     | 左 | 左 | 37から背番号変更                                                |
| 58     | 朴埈佑             | パク・ジュンウ       | 右 | 右 |                                                                 |
| 59     | 宋才永             | ソン・ジェヨン       | 左 | 左 |                                                                 |
| 65     | 鄭哲元             | チョン・チョルウォン | 右 | 右 | 斗山からトレード移籍                                            |
| 66     | 金泰弦             | キム・テヒョン       | 左 | 左 | 2025年新人ドラフト1巡目                                         |
| 67     | 李英在             | イ・ヨンジェ         | 左 | 左 | 2025年新人ドラフト7巡目 育成選手から追加登録 103から背番号変更  |
| 68     | 朴世絢             | パク・セヒョン       | 右 | 右 | 2025年新人ドラフト2巡目                                         |
| 101    | 金鉉于             | キム・ヒョンウ       | 右 | 右 | 2025年新人ドラフト3巡目 育成選手                                |
| 104    | 曺永又             | チョ・ヨンウ         | 右 | 右 | 2025年新人ドラフト11巡目 育成選手                               |
| 107    | 金泰均             | キム・テギュン       | 右 | 右 | 2025年新人ドラフト10巡目 育成選手                               |
| 115    | 丁宣祐             | チョン・ソンウ       | 左 | 左 | 新入団 育成選手                                                 |
| 117    | 朴璐健             | パク・ロゴン         | 左 | 左 | 116から背番号変更 「朴材珉（パク・ジェミン）」から改名 育成選手 |
| 118    | 河慧性             | ハ・ヘソン           | 右 | 右 | 123から背番号変更 育成選手                                      |
| 120    | 朴映完             | パク・ヨンワン       | 右 | 左 | 115から背番号変更 育成選手                                      |
| 122    | 裵世鍾             | ペ・セジョン         | 右 | 右 | 108から背番号変更 育成選手                                      |
| 124    | 金到奎             | キム・ドギュ         | 右 | 右 | 23から背番号変更                                                |
| 125    | 金氣俊             | キム・ギジュン       | 右 | 右 | 兵役から復帰 育成選手                                           |
| 128    | 曺炅慜             | チョ・ギョンミン     | 右 | 右 | 兵役から復帰 育成選手                                           |
| 131    | 張世珍             | チャン・セジン       | 右 | 右 | 兵役から復帰 育成選手                                           |
| 132    | 金昌勲             | キム・チャンフン     | 右 | 右 | 兵役から復帰 育成選手                                           |
| 133    | 石相昊             | ソク・サンホ         | 右 | 右 | 兵役から復帰 育成選手                                           |
|        | 李太淵             | イ・テヨン           | 左 | 左 | 軍保留選手                                                      |
|        | 李鎭河             | イ・ジンハ           | 右 | 右 | 軍保留選手                                                      |
|        | 陳承賢             | チン・スンヒョン     | 右 | 左 | 軍保留選手                                                      |
|        | 全ミル             | チョン・ミル         | 右 | 右 | 軍保留選手                                                      |
|        | 全賀元             | チョン・ハウォン     | 右 | 左 | 軍保留選手 育成選手                                             |
|        | 朴省峻             | パク・ソンジュン     | 左 | 左 | 軍保留選手 育成選手                                             |

### 捕手
| 背番号 | 選手名 | 読み             | 投 | 打 | 備考                       |
| ------ | ------ | ---------------- | -- | -- | -------------------------- |
| 27     | 劉江南 | ユ・ガンナム     | 右 | 右 |                            |
| 28     | 孫晟賓 | ソン・ソンビン   | 右 | 右 | 6から背番号変更            |
| 39     | 姜承求 | カン・スング     | 右 | 右 | 36から背番号変更           |
| 42     | 丁保漌 | チョン・ボグン   | 右 | 右 |                            |
| 62     | 白頭山 | ベク・トゥサン   | 右 | 右 | 55から背番号変更           |
| 63     | 朴哉燁 | パク・チェヨプ   | 右 | 右 | 2025年新人ドラフト4巡目    |
| 109    | 朴建佑 | パク・コンウ     | 右 | 右 | 新入団 育成選手            |
| 123    | 嚴壮阭 | オム・ジャンユン | 右 | 右 | 122から背番号変更 育成選手 |
|        | 徐東旭 | ソ・ドンウク     | 右 | 右 | 軍保留選手                 |

### 内野手
| 背番号 | 選手名         | 読み               | 投 | 打 | 備考                                          |
| ------ | -------------- | ------------------ | -- | -- | --------------------------------------------- |
| 2      | 高承慜         | コ・スンミン       | 右 | 左 | 65から背番号変更                              |
| 3      | 申阭后         | シン・ユンフ       | 右 | 右 |                                               |
| 6      | 韓太揚         | ハン・テヤン       | 右 | 右 | 兵役から復帰 60から背番号変更                 |
| 9      | 鄭勲           | チョン・フン       | 右 | 右 |                                               |
| 13     | 全玟哉         | チョン・ミンジェ   | 右 | 右 | 斗山からトレード移籍                          |
| 14     | 崔恒           | チェ・ハン         | 右 | 左 |                                               |
| 16     | 金旼成         | キム・ミンソン     | 右 | 右 |                                               |
| 30     | 李昊俊         | イ・ホジュン       | 右 | 左 | 98から背番号変更                              |
| 33     | 孫皓塋         | ソン・ホヨン       | 右 | 右 |                                               |
| 51     | 羅承燁         | ナ・スンヨプ       | 右 | 左 |                                               |
| 52     | 盧珍赫         | ノ・ジンヒョク     | 右 | 左 |                                               |
| 53     | 朴承昱         | パク・スンウク     | 右 | 左 |                                               |
| 60     | 朴チャンヒョン | パク・チャンヒョン | 右 | 左 | 新入団 育成選手から追加登録 130から背番号変更 |
| 69     | 李泰炅         | イ・テギョン       | 右 | 右 | 新入団 育成選手から追加登録 111から背番号変更 |
| 108    | 朴志訓         | パク・ジフン       | 右 | 右 | 新入団 育成選手                               |
| 112    | 劉泰雄         | ユ・テウン         | 右 | 右 | 新入団 育成選手                               |
| 116    | 李主讃         | イ・ジュチャン     | 右 | 右 | 63から背番号変更 育成選手                     |
| 119    | 金世珉         | キム・セミン       | 右 | 右 | 兵役から復帰 育成選手                         |
| 121    | 金童奎         | キム・ドンギュ     | 右 | 右 | 114から背番号変更 育成選手                    |
| 127    | 裵仁赫         | ぺ・インヒョク     | 右 | 左 | 兵役から復帰 育成選手                         |
|        | 韓東熙         | ハン・ドンヒ       | 右 | 右 | 軍保留選手                                    |
|        | 鄭大善         | チョン・デソン     | 右 | 右 | 軍保留選手                                    |
|        | 康聲祐         | カン・ソンウ       | 右 | 右 | 軍保留選手                                    |
|        | 安祐辰         | アン・ウジン       | 右 | 右 | 軍保留選手 育成選手                           |
|        | 崔珉奎         | チェ・ミンギュ     | 右 | 右 | 2025年新人ドラフト8巡目 軍保留選手 育成選手   |

### 外野手
| 背番号 | 選手名             | 読み             | 投 | 打 | 備考                                                           |
| ------ | ------------------ | ---------------- | -- | -- | -------------------------------------------------------------- |
| 0      | 黄晟彬             | ファン・ソンビン | 右 | 左 |                                                                |
| 5      | 趙世鎮             | チョ・セジン     | 右 | 右 | 兵役から復帰                                                   |
| 7      | 張斗盛             | チャン・ドゥソン | 右 | 左 | 13から背番号変更                                               |
| 8      | 田峻玗             | チョン・ジュンウ | 右 | 右 |                                                                |
| 29     | ビクター・レイエス |                  | 右 | 両 |                                                                |
| 35     | 韓承縣             | ハン・スンヒョン | 右 | 右 | 2025年新人ドラフト9巡目 育成選手から追加登録 106から背番号変更 |
| 50     | 金東奕             | キム・ドンヒョク | 左 | 左 |                                                                |
| 54     | 李仁漢             | イ・インハン     | 右 | 右 |                                                                |
| 64     | 金東炫             | キム・ドンヒョン | 右 | 左 | 2025年新人ドラフト6巡目 育成選手から追加登録 102から背番号変更 |
| 91     | 尹橦熙             | ユン・ドンヒ     | 右 | 右 |                                                                |
| 100    | 金大賢             | キム・デヒョン   | 右 | 右 | 110から背番号変更 育成選手                                     |
| 113    | 李晌華             | イ・サンファ     | 右 | 右 | 新入団 育成選手                                                |
| 114    | 呉昌賢             | オ・チャンヒョン | 左 | 左 | 新入団 育成選手                                                |
| 126    | 允秀寧             | ユン・スニョン   | 右 | 左 | 兵役から復帰 育成選手                                          |
| 129    | 朴建               | パク・ゴン       | 右 | 右 | 兵役から復帰 育成選手                                          |
|        | 李宣雨             | イ・ソンウ       | 右 | 右 | 軍保留選手                                                     |
|        | 柳帝牟             | ユ・ジェモ       | 右 | 左 | 軍保留選手 育成選手                                            |
|        | 蘇翰頻             | ソ・ハンビン     | 右 | 右 | 軍保留選手 育成選手                                            |

## 永久欠番
| 崔東原 |

- 11 崔東原（チェ・ドンウォン、朝: 최동원、2012年 - ）
- 10 李大浩（イ・デホ、朝: 이대호、2023年 - ）

## 主な退団・引退選手
- 崔東原（チェ・ドンウォン、在籍年度1983-1988）

ロッテ草創期のエース。球威とコントロールを併せ持った彼はアマチュア時代から『鋼鉄の豪腕』と呼ばれた。1984年、公式戦で27勝、韓国シリーズで一人で4勝を挙げる大活躍で、チームを優勝に導く。この年、打撃三冠王の李萬洙（イ・マンス）を押し退けてシーズンMVPを受賞。韓国シリーズでの4勝は2017年まで唯一の記録である。しかし戦力を彼に大きく依存したチーム事情のために多投を強いられ続けたこと、さらに毎年のように契約更改で球団と揉めたためシーズンオフのトレーニングに専念できなかった事情が重なった結果、やがて実力を落とすこととなる。1988年シーズンオフ、選手会創設に向けて主導的役割を果たしたが、プロ野球興行を廃業するという球団側の脅しに屈して頓挫。半ば報復的な措置として1989年シーズン前、三星ライオンズにトレードされる。三星ライオンズ移籍後は精彩を欠き、1990年シーズン後に32歳という若さで現役を引退した。ハンファ・イーグルスの二軍監督を経て、韓国野球委員会で個別試合の開始・中止の決定、審判団の監督などを務める試合監督役に就いていたが、癌により2011年に逝去（享年53歳）。彼の死後ロッテは現役時代の背番号11を、2012年シーズンより永久欠番に指定した。
- 尹學吉（ユン・ハッキル、在籍年度1986-1997）

崔東原に続いて、1980年代後半から1990年代前半に掛けて活躍したロッテのエース。打線の援護にも恵まれず、崩壊した投手陣を一人で支えた活躍は、チームの屋台骨を支え続けた（皇帝にたとえられた）崔東原の後継者という意味で「孤独の皇太子」という別名がつけられた。韓国プロ野球の通算最多完投（100試合）および完投勝利（74完投勝利）の記録を持っているタフネスが目立った。引退後は指導者となり、ロッテのみならず尚武、ヒーローズ、LGツインズの投手コーチを歴任し、2011年シーズンから1軍首席コーチとしてロッテに復帰。2012年より二軍監督となったが同年限りでロッテを退団。
- 朴東煕（パク・ドンヒ、在籍年度1990-1996）

高麗大学時代から時速150km/hを超える速球で鳴らし、1989年オフ地域優先ドラフトで入団。入団当時、崔東原の後を継ぐ将来のエースとして注目された。デビュー戦で当時の韓国プロ野球最速の時速153km/hの速球を披露し、6者連続三振を奪う。しかしストレート中心の単調な投球術と制球難で伸び悩み、当初の期待には応えられなかった。新人の年は10勝7セーブ、翌年14勝を挙げたが、内容的に物足りなく、闘争心の不足を指摘されたりした。結局2ケタ勝利を挙げたのは2年目が最後で、3年目の1992年は7勝に留まった。しかしその年の韓国シリーズでは優勝に貢献し、シリーズMVPにも選ばれた。持ち味の速球を生かすため1993年からはリリーフに転向し、1994年まで抑えを務めたが、これも制球難がネックとなった。その後は度重なる故障で思ったような活躍はできなくなり、現役時代の終盤は崔東原と同様、三星ライオンズにトレードされた。2002年に現役引退。引退後は野球界から離れ、個人事業を営んでいたが、2007年シーズン開幕直前、交通事故により死去。
- 朴正泰（パク・チョンテ、在籍年度1991-2004）

バットを片手だけで握るバッティングフォームで知られた。1990年代後半、チームのリーダーを務めた。1993年シーズン、スライディング途中負った両足首の複合骨折という大怪我を克服。1999年プレイオフの最終戦で後述の「大邱大乱闘」でプレーが再開された際、敵地観客の罵声が飛び交わる中でナインに向け「今日は何が何でも勝つのみ」と鼓舞激励したと言われる。そして、チームは延長戦の末、1勝3敗の劣勢を覆しプレイオフを制し、韓国シリーズ進出を果たした。2009年11月から2年間ロッテの二軍監督を務め、2011年11月1軍打撃コーチに就任した。
- 田埈昊（チョン・ジュンホ、在籍年度1991-1995）

朴正泰と入団同期で1992年の優勝の主役の1人。アマチュア時代は無名だったが俊足巧打を生かして1年目からレギュラーの座を奪い取った。 文東煥（ムン・ドンファン）の社会人野球チームの現代フェニックスとの契約の解除の条件に現代ユニコーンズへ無償トレードされ、4度の韓国シリーズ優勝に貢献した。現代解散後2008年から、現代の選手が大半移籍した新球団ヒーローズでプレーし、同年史上初の2000試合出場、史上2人目の2000本安打の記録を達成。2009年自由契約となりそのまま現役引退し、すぐにSKワイバーンズの走塁コーチに就任。2010年シーズン終了時点で、韓国プロ野球史上最多盗塁（550）、最多三塁打（100）の記録保持者。
- 廉鍾錫（ヨム・ジョンソク、在籍年度1992-2008）

高卒ルーキーだった1992年17勝で新人王を獲得してチームの優勝に貢献したが、以後は故障に悩まされ思うような成績をあげられなかった。100勝を目前にした2008年シーズン終了後、球団の勧告を受けて引退。2009年に日本の千葉ロッテマリーンズでコーチ研修を受け、帰国後は韓国ロッテの二軍コーチに就任。
- 朱炯光（チュ・ヒョングァン、在籍年度1994-2007）

14年間ロッテ一筋でプレーしたフランチャイズプレーヤー。2008年には千葉ロッテマリーンズのコーチも務めた。
- 馬海泳（マ・ヘヨン、在籍年度1995-2000、2008）

1999年に首位打者になるなど、1990年代後半にチームの主砲として活躍した。しかしFA制度導入を求める選手協会の急先鋒だったこともあり、球団と対立し2001年開幕前に三星ライオンズへトレードに出される。三星でも主砲として活躍し、2003年オフにFAで起亜タイガースに移籍。しかし2004年以降、成績が急激に下降線をたどり始めた。05年オフにLGツインズにトレードされたが、ここでも活躍できず2007年オフに解雇された。LGを解雇された後、現役引退の危機に直面したが、テストを経て2008年は8年ぶりに古巣へと復帰。しかし年齢による衰えもあり結果を残すことができず、1年で自由契約となった。精彩を欠いた技量は復調の気配を見せず、シーズン開幕直後に二軍落ち。この年オールスター戦に指名打者でファン投票選出され、3打点をあげる活躍を見せたのが唯一の見せ場だった。
- 文東煥（ムン・ドンファン、在籍年度1997-2003）

社会人の現代フェニックスを経て、1997年に入団。翌年からローテーションの一角を担ったが、以後で故障で出場機会が減少した。鄭守根がFAで移籍してきた時、補償選手として斗山ベアーズにトレードされ、すかさずハンファ・イーグルスに再トレードされた。FA移籍に伴うトレードでFA選手の元所属チームではなく、別チームに再トレードされたのはこれが初めてである。
- フェリックス・ホセ（在籍年度1999、2001、2006-2007）

1999年、2001年、2006年から2007年の計4年間在籍した外国人打者。1999年、三星ライオンズとのプレーオフ第7戦の6回表に反撃の口火を切る本塁打を打った際、観客から物を投げつけられバットを投げ返し、後述の「大邱大乱闘」の引き金となった。その他暴言や乱闘などによる退場を何度も繰り返した。また2002年には大リーグのモントリオール・エクスポズとの二重契約問題が発覚し、ロッテからの契約を打ち切られ、韓国野球委員会から永久除名選手の処分を受けた。その後永久除名は解除され、何度かロッテへの復帰の話が持ち上がっては消えていたが、2006年に5年ぶりに復帰した。2007年シーズンはキャンプ中の故障で出遅れ活躍できず、5月に成績不振で退団した。
- 盧長震（ノ・ジャンジン、在籍年度2004-2006）

剛速球を放る抑え投手であるが、私生活でトラブルが多く見られる。三星ライオンズ在籍時、韓国シリーズ出場をかけたプレーオフ最終戦でロッテのフェリックス・ホセから反撃ののろしとなるアーチを被弾、「大邱大乱闘」（試合の流れを変えられる一打で逆転への不安を感じて暴徒化した観客とロッテの選手が乱闘を起こした事件）を引き起こした原因となる。この乱闘劇は鎮圧のために警官隊が出動し、米国のCNNでも報道された。2004年シーズン途中にロッテへ移籍し、抑えとして活躍したがチームから無断離脱するなど、トラブルメーカーぶりは相変わらずだった。2006年オフFAを行使したが、ロッテを含むどの球団とも契約できず、2007年以降プロ野球選手としてどの球団にも所属していない。
- 鄭守根（チョン・スグン、在籍年度2004-2008、2009）

2000年シドニーオリンピック韓国代表に選ばれ、3位となり銅メダルを授与された。 現役時代は酒に関するトラブルが多く、2009年の現役引退も度重なる酒での乱行にもかかわらず飲食店で飲酒していたことを店員に通報されたことがきっかけだった。
- デビッド・コルテス（在籍年度2008）

2008年に抑えを務めた。メキシコの国家代表経験を持っている。
- 孫敏漢（ソン・ミンハン、在籍年度1997-2011）

高い制球力と機敏な守備技術とを武器とし2001年には最多勝、2005年には最優秀防御率、シーズンMVPを獲得。ロッテは慢性的に低迷する中、孤軍奮闘しチームを支えた。国際大会にも縁があり、シドニー五輪・2006 ワールド・ベースボール・クラシック・2009 ワールド・ベースボール・クラシックに代表選手に選出されるもいずれの大会も際立った活躍はなかった。2009年ごろから怪我に悩まされ、2010年・2011年とも登板機会がなく生え抜きの若い選手に押される形にもなり、オフに自由契約。2013年4月、NCダイノスと契約し4年ぶりの1軍登板を果たした。現在はNCのコーチ。
- 金周燦（キム・ジュチャン、在籍年度2001-2012）

2001年馬海泳とのトレードで三星より移籍。俊足を生かし外野のレギュラーとなり、2012年には通算300盗塁を達成。同年オフ、FA(フリーエージェント)で起亜へ移籍。
- 洪性炘（ホン・ソンフン、在籍年度2009-2012）

斗山ベアーズからFA(フリーエージェント)で移籍し、2009年から2012年までクリーンアップを任され活躍した。2013年より2度目のFAで斗山へ復帰。
- スコット・リッチモンド（在籍年度2013）

キャンプ中に膝を故障し、一度も登板しないまま3月に退団。
- 趙晟桓（チョ・ソンファン、在籍年度1999-2014）

キャプテンとして長くチームに貢献してきた。
- 朴基赫（パク・キヒョク、在籍年度2000-2010、2013-2014）

守備型のショートとして活躍。2015年にFAでKTウィズに移籍した。
- 張元準（チャン・ウォンジュン、在籍年度2004-2011、2014）

2004年に入団し、2006年から先発の柱として活躍。2014年オフにFA権を行使して斗山ベアーズに移籍した。
- シェーン・ユーマン（在籍年度2012-2014）

主に先発として活躍。2014年にハンファに移籍。
- 張盛好（チャン・ソンホ、在籍年度2013-2014）

強打のベテランとして入団するも大きく期待を裏切って2年で退団。
- 黄載鈞（ファン・ジェギュン、在籍年度2010-2016）

元メジャーリーガー。現KTウィズ。
- 姜珉鎬（カン・ミンホ、在籍年度2004-2017）

国家代表常連のキャッチャー。現三星ライオンズ。
- 孫勝洛（ソン・スンナク、在籍年度2016-2019）

ネクセンから加入した抑え。ロッテでは過去に三人しかいない投手応援歌を持っていた選手の一人だった。
- ジョシュ・リンドブロム（在籍年度2015-2016、2017）
- ジム・アドゥチ（在籍年度2015-2016）

1番打者として活躍するも薬物服用が発覚し解雇される。
- ジャスティン・マックスウェル（在籍年度2016）

アドゥチの代役として入団するも同年限りで退団。
- フェリックス・ドゥブロン（在籍年度2018）
- アンディ・バーンズ（在籍年度2017-2018）
- ジェイク・トンプソン（在籍年度2019）
- ブロック・ダイクゾーン（在籍年度2019）

現統一ライオンズ。
- カルロス・アスアヘ（在籍年度2019）

バーンズの代役として入団するも活躍できず退団した。
- ブルックス・ラリー（在籍年度2015-2019）

現ニューヨーク・メッツ。
- 裵莊鎬（ペ・ジャンホ、在籍年度2006-2020）

サイドスローの中継ぎとして存在感を発揮した。
- エイドリアン・サンプソン（在籍年度2020）
- 李柄奎（在籍年度2018-2021）

LGツインズから移籍、対右の代打として活躍した。
- 宋勝準（在籍年度2007-2021）

マイナーリーグを経験してから海外進出特別指名で入団し、15年間所属した。
- 孫児葉（在籍年度2007-2021）

最多安打4度を記録した好打者。2021年球団史上初の個人通算2000安打達成。
- 閔炳憲（在籍年度2018-2021）

FAで斗山ベアーズから移籍するも、脳動脈瘤の治療専念の為、2021年シーズン途中で引退した。
- ディクソン・マチャド（在籍年度2020-2021）
- DJ・ピーターズ（在籍年度2022）
- 李大浩（在籍2001-2011、2017-2022）

元オリックス・バファローズ、福岡ソフトバンクホークス
- ザック・レクス（在籍年度2022-2023）
- ダン・ストレイリー（在籍年度2020-2021、2022-2023）
- 車雨燦（在籍年度2023）
- 尹明準（在籍年度2023）
- 鞠海成（在籍年度2023）
- 文京賛（在籍年度2022-2023）
- ニコ・グッドラム（在籍年度2023）
- 安致弘（在籍年度2020-2023）

現ハンファ・イーグルス
- 林準燮（在籍年度2024）
- 李學周（在籍年度2022-2024）
- チャーリー・バーンズ（在籍年度2022-2025）
- 李政勲（在籍年度2023-2025）

現KTウィズ

## 過去に在籍した日本球界出身選手及びコーチングスタッフ

### 選手
- 徳山文宗（在籍1984-1988）

元クラウン・西武、ロッテ。登録名は洪文宗（ホン・ムンジョン、홍문종）。
- 菊村徳用（在籍1984）

元ロッテ、西武、近鉄。登録名は朴徳用（バク・ドクヨン、박덕용）。徳山文宗とともに入団したが、1勝2敗、防御率5.04の成績を残して1年で解雇。
- 金井正幸（在籍1985 - 1988）

元中日、ロッテ。登録名は金正幸（キム・ジョンヘン、김정행）。1986年にノーヒットノーランを達成。
- 金沢信彦（在籍1990 - 1991）

元近鉄。登録名は金炳守（キム・ビョンス、김병수）。
- 金山幸喜（在籍1992）

元新日鉄大分。登録名は金幸喜（キム・フンヒ、김행희）。
- 鴻野淳基（在籍1994）

元西武、巨人、大洋・横浜。登録名は洪淳基（ホン・スンギ、홍순기）。
- デリック・ホワイト（在籍2000）

元阪神タイガース。
- オジー・カンセコ（在籍2001）

元近鉄バファローズ。MLB通算462HRのホセ・カンセコの双子の兄。韓国では日本と同じく一軍公式戦に全く出場できないまま解雇された。
- 李大浩（在籍2001 - 2011）

元福岡ソフトバンクホークス、オリックス・バファローズ。2016年のシアトル・マリナーズを経て2017年シーズンから復帰した。
- 森一馬（在籍2003）

社会人野球一光出身。2002年オフ、入団テストを経て契約。球団史上初の日本人選手（在日韓国人を除く）だったが、オープン戦で結果を残せずシーズン開始を待たずに解雇となった。
- 光山英和（在籍2003）

元近鉄、中日、巨人、ロッテ、横浜。登録名は金英和（キム・ヨンファ、김영화）
- ボイ・ロドリゲス（在籍2003）

元横浜ベイスターズ
- ロベルト・ペレス（在籍2003-2005、2007）

元オリックス・ブルーウェーブ、2003年シーズン途中入団し、主軸打者として2004年まで活躍したが、2005年は負傷のため公式戦に1試合も出場できずに退団した。2007年7月に復帰したが目立った成績を残せず、同年限りで退団。
- 天野勇剛（在籍2006）

元千葉ロッテマリーンズ、登録名は金勇剛（キム・ヨンガン、김용강）。韓国で二軍暮らしが続き、一軍の公式戦出場は1度もないまま、1年で解雇。
- カリーム・ガルシア（在籍2008 - 2010）

元オリックス・バファローズ。2008年に入団1年目で打点王のタイトルを獲得し、チームの3位浮上に大きく貢献。その後も主軸として活躍したが、成績が下降してきたこともあって2010年限りで退団。球団史上初めて3年連続で在籍した外国人野手となった。
- ブライアン・コーリー（在籍2011）

元読売ジャイアンツ、千葉ロッテマリーンズ
- クリス・ブーチェック（在籍2011）

元横浜ベイスターズ
- クリス・オクスプリング（在籍2013-2014）

元阪神タイガース
- ルイス・ヒメネス（在籍2014）

元北海道日本ハムファイターズ
- グレン・スパークマン（在籍2022）

元オリックス・バファローズ
- 安田権守（在籍2023）

元カナフレックス。登録名は安権守（アン・グォンス、안권수）
- アーロン・ウィルカーソン（在籍2023-2024）

元阪神タイガース

### コーチ
- 土居章助（在籍1984-1987、1990-1992）

元国鉄スワローズ、読売ジャイアンツ、大毎オリオンズ。登録名は都偉彰（ト・ウィチャン、도위창）。
- 福士敬章（在籍1990）

元巨人、南海、広島。登録名は張明夫（チャン・ミョンブ、장명부）。
- 古賀正明（在籍1992）

元クラウン、ロッテ、巨人、大洋
- 石井丈裕（在籍2003）

元西武ライオンズ、日本ハムファイターズ
- 柳田聖人（在籍2006）

元福岡ダイエーホークス、ヤクルトスワローズ
- 勝崎耕世（在籍2012）

元日本ハムファイターズ、中日ドラゴンズトレーニングコーチ
- 本西厚博（在籍2014-2015）

元オリックス、阪神、日本ハム、ロッテ
- クリス・オクスプリング（在籍2016-2018）

元阪神タイガース
- フリオ・フランコ（在籍2016-2020）

元千葉ロッテマリーンズ
- ブランドン・マン（在籍2021）

元横浜DeNAベイスターズ、千葉ロッテマリーンズ

## 歴代監督
前任監督の辞任や解任の後、空席の状況で就任した監督代行まで含む。
- 朴永吉（パク・ヨンギル）1982-1983.7.5.
1983年シーズン途中、成績不振で解任。
- 姜秉徹（カン・ビョンチョル）1983.7.6.-1986
1983シーズンは監督代行。
- 成基泳（ソン・ギヨン）1987
- 魚友洪（オ・ウホン）1988-1989
- 金振栄（キム・ジニョン）1990開幕-1990.8.28.
- 土居章助、1990.8.29-1990シーズン終了
監督代行。韓国での登録名は都偉彰（ト・ウィチャン、ハングル:도위창）。代行を含めると韓国プロ野球で初めて監督として指揮を執った外国人である。
- 姜秉徹【第2期】1991-1993
- 金用熙（キム・ヨンヒ）1994-1998.6.16.
1998シーズン途中、成績不振で解任。
- 金明星（キム・ミョンソン）1998.6.17.－2001.7.24.
1998年は監督代行。2001年7月24日、心筋梗塞で急逝。
- 禹龍得（ウ・ヨンドゥク）2001.7.24.-2002.6.21.
2001年は監督代行。2002年シーズン途中成績不振で解任。
- 金用熙、2002.6.22.-2002.6.24.（監督代行）
- 白仁天（ペク・インチョン）2002.6.25.-2003.8.5.
2002年シーズン途中、監督代行の金用熙の後をついで正式監督として就任。2003年シーズン途中、成績不振で解任。
- 金容哲（キム・ヨンチョル）2003.8.6.-2003シーズン終了（監督代行）
- 楊相汶（ヤン・サンムン）【第1期】2004-2005
- 姜秉徹【第3期】2006-2007
- ジェリー・ロイスター（Jerry Royster）2008-2010
- 梁承虎（ヤン・スンホ）2011-2012
- 権斗祚（クォン・ドゥジョ）2012アジアシリーズ（監督代行）
- 金始眞（キム・シジン）2013-2014
- 李鍾雲（イ・ジョンウン）2015
- 趙原佑（チョ・ウォヌ）2016-2018
- 楊相汶【第2期】2019.2 - 2019.7.18
- 孔弼聖（コン・ピルソン）2019.7.19.-2019.10.1（監督代行）
- 許文會（ホ・ムンフェ）2020-2021.5.10
- ラリー・サットン 2021.5.11-2023.8.28
- 李鍾雲（イ・ジョンウン） 2023.8.29-10.17（監督代行）
- 金泰亨 2024-